# سوپتران
سوپتران (انگلیسی: Sopetrán) نام شهری در کشور کلمبیا است.